# 岸和田東宝映画劇場
岸和田東宝映画劇場（きしわだとうほうえいがげきじょう）は、かつて存在した日本の映画館である。1939年（昭和14年）2月、東宝映画（現在の東宝）の直営館として大阪府岸和田市本町に開館、第二次世界大戦後の1949年（昭和24年）前後、経営が映宝興行に移っている。1962年（昭和37年）に閉館した。1959年（昭和34年） - 1961年（昭和36年）の一時期、岸和田東洋劇場（きしわだとうようげきじょう）と改名した時期がある。岸和田市内で初めてのメジャー映画会社の直営館であった。

## 沿革
- 1939年2月 - 東宝映画直営の岸和田東宝映画劇場として開館[1][2][7]
- 1949年前後 - 映宝興行に経営が移る[3][5]
- 1959年 - 岸和田東洋劇場と改称（1961年まで）[9][10]
- 1962年 - 閉館[11][12]

## データ
- 所在地 : 大阪府岸和田市本町219番地1号[1][2][4][8][5][6][7][10][11]
  - 現在の同府同市本町2番地3号、跡地は現在住宅地[13]

北緯34度27分43秒 東経135度22分14秒 / 北緯34.46194度 東経135.37056度
- 経営 : 
  1. 東宝映画 （1939年 - 1949年前後[1][2]）
  2. 映宝興行 （代表・中平邦顕、1949年前後[3][4] - 1959年[5][6]）
  3. 照屋潔 （1959年[9] - 1962年[10][11]）
- 支配人 : 
  1. 道井九州男 （1939年 - 1945年前後[1]）
  2. 三好定男 （1949年前後[4] - 1952年[5]）
  3. 平松辰一 （1952年 - 1953年[6]）
  4. 佐々木一郎 （1953年 - 1959年[7]）
  5. 森山紹弘 （1959年[9] - 1962年[10][11]）
- 構造 : 木造二階建[3][4][5][6][7][10][11]
- 観客定員数 : 322名（1941年[1][2] - 1951年[3][4][5]） ⇒ 350名（1955年[7]） ⇒ 280名（1956年） ⇒ 350名（1960年[10] - 1962年[11]）

## 概要

### 市内初の東宝映画の直営館
1939年（昭和14年）2月、東宝映画（現在の東宝）の直営館として大阪府岸和田市本町219番地1号（現在の同府同市本町2番地3号）に開館した。同地は、当時のメインストリートである紀州街道に面した繁華街にあり、欄干橋通りの南のクランクに位置した。開館当時の同館の支配人は道井九州男、観客定員数は322名であった。道井九州男は、のちに戦後の東宝争議において、伊藤武郎を中央委員長とする日映演東宝支部関西分会出身の中央役員として争議を闘った人物である。同年の東宝映画は、2月21日公開の『沼津兵学校』（監督今井正）、5月20日公開の『上海陸戦隊』（監督熊谷久虎）、9月30日公開の『東京ブルース』（監督斎藤寅次郎）、10月10日公開の『ロッパ歌の都へ行く』（監督小国英雄）、同月21日公開の『花つみ日記』（監督石田民三）、11月30日公開の『白蘭の歌 前篇・後篇』（監督渡辺邦男）、12月13日公開の『空想部落』（監督千葉泰樹、製作南旺映画）等を製作・配給している。当時の同市内の映画館は、同館のほか、北町の第二電気館（のちの岸和田電気館、経営・泉谷虎吉）や山村劇場（のちの岸和田東映劇場、経営・山村儀三郎）、魚屋町の朝日座（経営・仲森為一）、堺町の岸和田館（経営・山口藤次郎および吉田常三郎）、春木町の春陽館（経営・小南捨三郎）、下野町の吉野倶楽部（経営・叶善次郎）の合計7館が存在した。同館以外は、いずれも地元の興行師の経営によるものであった。
1942年（昭和17年）には第二次世界大戦による戦時統制が敷かれ、日本におけるすべての映画が同年2月1日に設立された社団法人映画配給社の配給になり、すべての映画館が紅系・白系の2系統に組み入れられるが、同年発行の『映画年鑑 昭和十七年版』には、同館の興行系統については記載されていない。したがって同館で上映される映画はかならずしも東宝映画の製作物ではなかったが、当時の同館の経営は引き続き東宝映画が行っており、支配人は道井九州男、観客定員数は322名であった。

### 戦後・映宝興行の経営
戦後はいち早く復興しており、1950年（昭和25年）に発行された『映画年鑑 1950』には、同市内の欄に、松竹の二番館である第二電気館（のちの岸和田電気館、北町74番地、経営・岩崎治良）、東宝・大映の二番館である春陽館（春木泉町1560番地、経営・夜明藤一）、東宝の三番館と洋画を上映した山村劇場（北町74番地、経営・河合栄）、セントラル映画社系の岸和田セントラル（のちの岸和田東宝セントラル劇場、宮本町125番地、経営・山口藤次郎）、大映の三番館である岸和田館（堺町1919番地、経営・山口藤次郎）、そして同館の6館が記載されている。同書によれば、当時の同館の経営は、中平邦顕が社長を務める映宝興行が行っており、観客定員数は322名、興行系統は東宝の三番館でありヨーロッパ映画も上映した。映宝興行は、戦時中の1943年（昭和18年）3月にのちに三和興行や日本アート・シアター・ギルド等の社長となる井関種雄（1901年 - 1987年）が創立し、大阪市北区茶屋町に本社を置いた興行会社であり、戦後に同社の社長となった中平邦顕が吹田東宝映画劇場、尼崎東宝劇場、あるいは大阪名画座をはじめとして高知市の高知モデル劇場（のちの高知日活モデル劇場）にまで伸ばした興行チェーンを確立した企業である。当時の支配人である三好定男は、同社の本社営業部にも籍を置いた人物である。
1957年（昭和32年）4月24日には、鍛治屋町の繁華街に岸和田大映（のちに移転して岸和田大劇、経営・同和興行）が開館し、大映二番館として興行を開始している。これによって、山直劇場（岡山町127番地、経営・西川輝男）、吉野倶楽部（下野町517番地、経営・山路美晴）、同年に岸和田東映劇場と改称した山村劇場を含め、同市内の映画館は合計9館の時代を迎える。1959年（昭和34年）には、同館の経営が照屋潔の個人経営に変わり、岸和田東洋劇場と改称、興行系統も洋画系に変わった。同市内の東宝系興行については、第二電気館（経営・岩崎治良）が引き継いだ。1961年（昭和36年）には洋画系のまま、岸和田東宝映画劇場に名称を戻している。
市内9館体制のピークは短く、1961年（昭和36年）には山直劇場が閉館し、1962年（昭和37年）には春陽館（春木泉町1560番地、経営・向井克巳）、吉野倶楽部（下野町517番地、経営・楠原エイ）、そして同館の4館が閉館した。同館閉館後の同市内の映画館はわずか5館に減った。同市内の東宝系興行については、1966年（昭和41年）には、岸和田セントラルが岸和田東宝セントラル劇場と改称して東宝の封切館に変わり、岸和田電気館からこれを継承した。Google ストリートビューによれば、2009年（平成21年）7月現在の同館跡地は住宅地である。